# Божа-Воля (Свентокшиське воєводство)
Божа-Воля (пол. Boża Wola) — село в Польщі, у гміні Ключевсько Влощовського повіту Свентокшиського воєводства.
Населення — 97 осіб (2011).

## Демографія
Демографічна структура на день 31 березня 2011 року:
|          | Загалом | Допрацездатний вік | Працездатний вік | Постпрацездатний вік |
| -------- | ------- | ------------------ | ---------------- | -------------------- |
| Чоловіки | 48      | 7                  | 28               | 13                   |
| Жінки    | 49      | 11                 | 23               | 15                   |
| Разом    | 97      | 18                 | 51               | 28                   |